# Elektrownia Neurath

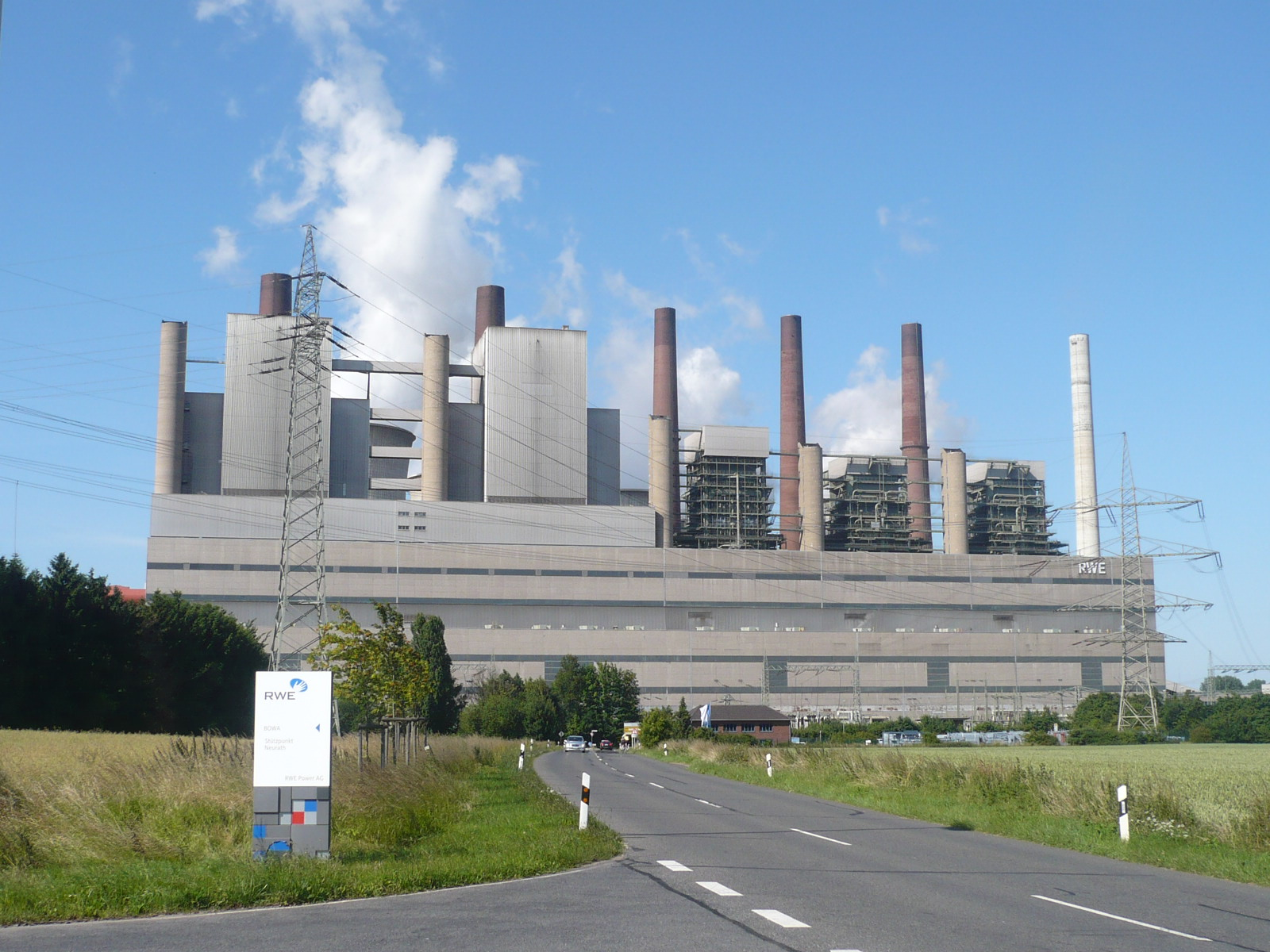
Elektrownia Neurath. Widok na bloki od A (po prawej) do E (po lewej)

Elektrownia Neurath – elektrownia cieplna opalana węglem brunatnym w Niemczech, w kraju związkowym Nadrenia Północna-Westfalia. Na elektrownie składa się 7 bloków energetycznych, z czego 2 aktualnie eksploatowane, natomiast węgiel dostarczają pobliskie kopalnie odkrywkowe w Garzweiler i Hambach. Operatorem elektrowni jest koncern energetyczny RWE. W 2019 roku Grupa Transportu i Środowiska Unii Europejskiej wskazała elektrownie jako drugiego największego emitenta dwutlenku węgla w Unii, a Climate Trace określiła Neurath jako 103 największego jednostkowego emitenta dwutlenku węgla na świecie. 